# The Fall – Tod in Belfast/Episodenliste
Diese Episodenliste enthält alle Episoden der britischen Krimiserie The Fall – Tod in Belfast, sortiert nach der britischen Erstausstrahlung. Die Fernsehserie umfasst derzeit drei Staffeln mit 17 Episoden.

## Übersicht
| Staffel | Episodenanzahl | Erstausstrahlung UK | Erstausstrahlung UK | Deutschsprachige Erstausstrahlung | Deutschsprachige Erstausstrahlung |
| Staffel | Episodenanzahl | Staffelpremiere     | Staffelfinale       | Staffelpremiere                   | Staffelfinale                     |
| ------- | -------------- | ------------------- | ------------------- | --------------------------------- | --------------------------------- |
| 1       | 5              | 13. Mai 2013        | 10. Juni 2013       | 1. November 2015 (ZDF Mediathek)  | 1. November 2015 (ZDF Mediathek)  |
| 2       | 6              | 9. November 2014    | 17. Dezember 2014   | 1. November 2015 (ZDF Mediathek)  | 1. November 2015 (ZDF Mediathek)  |
| 3       | 6              | 29. September 2016  | 28. Oktober 2016    |                                   |                                   |

## Staffel 1
Die Erstausstrahlung der ersten Staffel war vom 13. Mai 2013 bis zum 10. Juni 2013 auf dem britischen Fernsehsender BBC Two zu sehen. Die deutschsprachige Erstveröffentlichung fand am 1. November 2015 in der ZDFmediathek statt. Die reguläre Ausstrahlung begann am 15. November 2015 auf ZDF und endete am 29. November 2015.
| Nr. (ges.) | Nr. (St.) | Deutscher Titel | Originaltitel       | Erstausstrahlung UK | Deutschsprachige Erstausstrahlung (D) | Regie            | Drehbuch     | Quoten (UK) |
| --- | --------- | --------------- | ------------------- | ------------------- | ------------------------------------- | ---------------- | ------------ | ----------- |
| 1 | 1         | Folge 1         | Dark Descent        | 13. Mai 2013        | 1. Nov. 2015                          | Jakob Verbruggen | Allan Cubitt | 4.49        |
| Superintendent Stella Gibson (Gillian Anderson), eine leitende Kommissarin der Met, wurde nach Belfast abgeordnet, um eine Überprüfung der Ermittlungen zum Tod von Alice Monroe zu überwachen. Sie lässt sich Sergeant James Olson (Ben Peel) vorstellen, nachdem sie ihn am Tatort eines anderen Mordes gesehen hat. Sie teilt ihm ihre Hotelzimmernummer mit. Der anscheinend respektable Familienvater Paul Spector (Jamie Dornan) verfolgt die Anwältin Sarah Kay (Laura Donnelly) und ist entschlossen, sie zu seinem Opfer zu machen. |           |                 |                     |                     |                                       |                  |              |             |
| 2 | 2         | Folge 1/Folge 2 | Darkness Visible    | 20. Mai 2013        | 1. Nov. 2015                          | Jakob Verbruggen | Allan Cubitt | 4.16        |
| Gibson wird an den Tatort von Sarah Kays Mord gerufen, ein Verbrechen, für das PC Danielle Ferrington (Niamh McGrady) sich die Schuld gibt. Ferrington gibt Gibson zu, dass sie und ihr Partner das Gebäude verlassen haben, nachdem sie erfolglos versucht hatten, Sarah Kay am Abend nach dem Einbruch zu erreichen, ohne es zu wissen, dass sie Kay mit ihrem Angreifer allein ließen. Burns erklärt sich einverstanden, Gibson zum leitenden Ermittlungsbeamten (SIO) der Ermittlungen zu machen, nachdem sie ihn überzeugt hat, zuzugeben, dass die Morde miteinander verbunden sind. Prof. Reed Smith (Archie Panjabi) kommt am Tatort an und schließt sich dem Ermittlungsteam an. DS Olson erscheint am Tatort von Sarah Kays Mord und fragt Gibson, warum sie seine Nachrichten ignoriert hat. Unbeeindruckt von seinem Verstoß gegen den Tatort und seiner früheren Versendung ihrer Bildmails entlässt ihn Gibson. Morgan Monroe (Ian McElhinney) zwingt Burns dazu, den Namen seines Sohnes im Zusammenhang mit den Morden zu klären, während DS James Olson außerhalb seines Hauses ermordet wird. Inzwischen versteckt Spector die Beweise für sein jüngstes Verbrechen in dem Cache an der Decke des Schlafzimmers seiner Tochter, während Katie Benedetto (Aisling Franciosi), die 15-jährige Babysitterin, ihr Interesse an ihm zeigt.                                                                                    |           |                 |                     |                     |                                       |                  |              |             |
| 3 | 3         | Folge 2         | Insolence & Wine    | 27. Mai 2013        | 1. Nov. 2015                          | Jakob Verbruggen | Allan Cubitt | 3.96        |
| Gibson baut ihr Team auf, dessen Untersuchung jetzt als Operation Musicman bekannt ist. Beeindruckt von der Ehrlichkeit Ferringtons am Tatort, bittet Gibson sie, ihre rechte Hand zu sein. Gibson wird zu ihrem One-Night-Stand mit James Olson befragt, über den sie kürzlich erfahren hat, dass er verheiratet war. Gibson beginnt den Mörder mit ihrem Team zu profilieren. Unterdessen macht sich Pauls Frau Sally Ann (Bronagh Waugh), die sich des Geheimnisses ihres Mannes nicht bewusst ist, Sorgen um ihre Tochter, die Alpträume hat. Diese drohen, den geheimen Cache des Mörders zu enthüllen. Spector bemerkt Gibson zum ersten Mal, als er sie im Fernsehen bei einer Pressekonferenz über die Ermittlungen sieht. |           |                 |                     |                     |                                       |                  |              |             |
| 4 | 4         | Folge 2/Folge 3 | My Adventurous Song | 3. Juni 2013        | 1. Nov. 2015                          | Jakob Verbruggen | Allan Cubitt | 4.28        |
| Chief Inspector Matt Eastwood (Stuart Graham) untersucht den Tod von DS Olson und zeigt, dass DI Breedlove (Michael McElhatton) in die Monroe-Familie verwickelt ist. Letztere zwingen diese dazu, drastische Maßnahmen zu ergreifen, die Stella tiefer in die Ermittlungen über innere Angelegenheiten ziehen. Eine alte Freundin von Prof. Reed Smith, Rose Stagg, erzählt Gibson, dass ein Mann namens Peter sie vor fast neun Jahren während ihres Studiums fast bewusstlos gemacht hatte. Spectors berufliche Beziehung zu Liz Tyler (Séainín Brennan) wird sowohl von seinen Vorgesetzten als auch von ihrem Ehemann Jimmy (Brian Milligan) in Frage gestellt, was ihn zwingt, seinen nächsten Angriff zu beschleunigen – mit schwerwiegenden Folgen. Inzwischen könnte sich seine Tochter als sein Untergang erweisen, da ihre Alpträume immer häufiger werden und sie beginnt, verstörende Bilder zu zeichnen. |           |                 |                     |                     |                                       |                  |              |             |
| 5 | 5         | Folge 3         | The Vast Abyss      | 10. Juni 2013       | 1. Nov. 2015                          | Jakob Verbruggen | Allan Cubitt | 4.65        |
| Gibson beginnt den misslungenen Angriff auf Annie Brawley (Karen Hassan) zu untersuchen und bringt sie dem Mörder einen Schritt näher, sowohl emotional als auch physisch. Die Untersuchung beginnt sich auf eine einzelne Person zu konzentrieren. Der Vater von Gibson und Sarah Kay bittet um ein im Fernsehen übertragenes Plädoyer für Informationen zu den Morden. Gibson kündigt an, dass der Mörder die Gelegenheit haben wird, sich privat mit ihr zu unterhalten, falls er sich meldet. In Aufnahmen von Überwachungskameras, in denen Sarah Kay durch die Tore des Stadtgartens geht, ist Spector nicht weit dahinter zu sehen, so dass er gezwungen ist, der Polizei eine Erklärung abzugeben. Die schwangere Sally Ann unterstützt die falsche Behauptung der Polizei, dass er am Abend des Angriffs auf Brawley zu Hause war. Sally Ann konfrontiert Spector damit, dass sie die Polizei angelogen hat, weshalb er seine Frau belügt, die wissen will, was er eigentlich in den späten Nächten getan hat. Er erzählt ihr, dass er eine dreimonatige Affäre mit der jungen Babysitterin ihrer Kinder, Katie, hatte. Die Lüge droht, seine Familie zu zerreißen und sein Geheimnis zu enthüllen. Spector nimmt Kontakt mit Operation Musicman auf und gibt Gibson Details seiner Verbrechen bekannt, bevor er Belfast mit seiner Familie verlässt, um sich in Schottland niederzulassen. Annie Brawley erwacht aus ihrem Koma. |           |                 |                     |                     |                                       |                  |              |             |

## Staffel 2
Die Erstausstrahlung der zweiten Staffel war vom 9. November bis zum 17. Dezember 2014 auf dem britischen Fernsehsender BBC Two zu sehen. Die deutschsprachige Erstveröffentlichung fand am 1. November 2015 in der ZDFmediathek statt. Die reguläre Ausstrahlung lief vom 6. Dezember 2015 bis zum 14. Dezember 2015 im ZDF.
| Nr. (ges.) | Nr. (St.) | Deutscher Titel | Originaltitel               | Erstausstrahlung UK | Deutschsprachige Erstausstrahlung (D) | Regie        | Drehbuch     | Quoten (UK) |
| --- | --------- | --------------- | --------------------------- | ------------------- | ------------------------------------- | ------------ | ------------ | ----------- |
| 6 | 1         | Folge 4         | These Troublesome Disguises | 9. Nov. 2014        | 1. Nov. 2015                          | Allan Cubitt | Allan Cubitt | 3.54        |
| Zehn Tage nach ihrem Telefonat mit dem Mörder versucht Superintendent Gibson, Annie Brawley dabei zu helfen, ihre Erinnerungen an den Überfall wiederzuerlangen, durch den sie ins Krankenhaus eingeliefert wurde. Rose Stagg (Valene Kane), eine Freundin von Smith, wird unbeabsichtigt in den Fall gezerrt, der sie dazu zwingt, ihrem Mann Tom (Jonjo O’Neill) Geheimnisse aus ihrer Vergangenheit preiszugeben. In der Zwischenzeit kehrt Spector nach einer Trennung von Sally-Ann nach Belfast zurück, um gewisse Dinge zu vollenden, sehr zur Aufregung von Katie und zur Bestürzung seiner schwangeren Frau, die glaubt, dass er die Babysitterin der Kinder vergewaltigt hat. |           |                 |                             |                     |                                       |              |              |             |
| 7 | 2         | Folge 4         | Night Darkens the Streets   | 16. Nov. 2014       | 1. Nov. 2015                          | Allan Cubitt | Allan Cubitt | 3.11        |
| Gibson wird vor dem von Morgan Monroe angeführten Policing Board des PSNI angerufen, um die mangelnden Fortschritte in diesem Fall zu erörtern, und Ferrington fordert einen Transfer aus der Untersuchung. DCI Eastwood wird als Gibsons Deputy SIO nach der Neuzuordnung von Brink (Frank McCusker) zugewiesen, und Gibson erklärt, dass sich die Untersuchung auf eine einzelne Person konzentrieren wird – Paul Spector. Währenddessen entführt Spector Rose Stagg. |           |                 |                             |                     |                                       |              |              |             |
| 8 | 3         | Folge 5         | Beauty Hath Strange Power   | 23. Nov. 2014       | 1. Nov. 2015                          | Allan Cubitt | Allan Cubitt | 3.01        |
| Gibson ordnet eine umfassende Überwachung des Verdächtigen und seiner Familie an. Gibson und Reed Smith teilen einen intimen Moment. Der verzweifelte Burns informiert Stella, dass er Morgan Monroe Informationen über ihre Ermittlungen mitteilte, indem sie seinen Sohn und den einst verdächtigen Aaron mit ins Spiel bringt. Burns versucht aggressiv, sie zu küssen, aber sie wehrt ihn ab. Spector bricht in das Hotelzimmer des Investigating Officers ein und erlebt ihre Konfrontation mit dem A.C.C, wodurch das Katz- und Mausspiel weitaus persönlicher wird als es zuvor war. |           |                 |                             |                     |                                       |              |              |             |
| 9 | 4         | Folge 5         | The Mind is its Own Place   | 30. Nov. 2014       | 1. Nov. 2015                          | Allan Cubitt | Allan Cubitt | 3.26        |
| Gibsons große Überwachungsoperation zahlt sich aus. Die Detectives Martin und McNally leiten ein Team, dessen Aufgabe es ist Überwachungskameras und Mikrofone im Haus des Verdächtigen zu installieren, doch der Auftrag hat unerwartete Konsequenzen. Die Leiche einer jungen Frau, die auf die Beschreibung von Rose Stagg passt, wird gefunden was Gibson dazu veranlasst die Möglichkeit zu ergreifen, den jungen und eifrigen Detective Tom Anderson dazu zu nutzen, den Serienmörder anzulocken. Währenddessen kehrt Spector nach Hause zurück und findet sein Haus verwüstet auf Grund der verpfuschten Polizeioperation vor, Katie gibt dem Würger weiterhin ein falsches Alibi und Paul bereitet sie weiterhin darauf vor, ihm bei seinen Morden zu helfen.                                                                                |           |                 |                             |                     |                                       |              |              |             |
| 10 | 5         | Folge 6         | The Perilous Edge of Battle | 7. Dez. 2014        | 1. Nov. 2015                          | Allan Cubitt | Allan Cubitt | 3.15        |
| Gibson fährt damit fort, den Killer zu beobachten. Burns besucht einen in Ungnade gefallenen pädophilen Priester, der eventuell in Kontakt mit dem Verdächtigen stand. Währenddessen arbeitet Katie daran Beweise zu zerstören, gleichzeitig leitet Hagstrom ein Team, dessen Auftrag es ist, sie daran zu hindern und sie zu verhaften. Martin und McNally verhaften Sally Ann wegen Justizbehinderung und Anderson verhaftet Spector wegen der Entführung von Rose Stagg und anderen Verbrechen. Gibson wird darüber informiert, dass ein Video existiert, das Rose zeigt, wie sie um ihr Leben fleht, sowie das Gesicht des Verdächtigen, während sie den Fortschritt der Befragungen hinter den Kulissen überwacht. Das Suchteam findet Spectors verbranntes Auto mit widersprüchlichen Beweisen darin.                                          |           |                 |                             |                     |                                       |              |              |             |
| 11 | 6         | Folge 6         | What is in Me Dark Illumine | 17. Dez. 2014       | 1. Nov. 2015                          | Allan Cubitt | Allan Cubitt | 3.60        |
| Mehrere Menschen versuchen Spector zu verhören, der allerdings jegliche Befragungen verweigert, und ausschließlich mit Stella sprechen möchte. Sally Ann erleidet eine Fehlgeburt während der Befragung, als sie über die Verbrechen aufgeklärt wird, wegen denen Paul verhaftet wurde. Gibson bringt Spector dazu, all die Verbrechen zu gestehen, die er begangen hat, schafft es allerdings nicht, ihn dazu zu bringen ihr zu sagen, ob er Rose getötet hat, noch wo er sie oder ihre Leiche versteckt hat. Spector stimmt zu Gibson zu einem Ort in den Wäldern zu führen und darf im Gegenzug seine Tochter sehen. Im Wald entdeckt Gibson ein Auto, in dessen Kofferraum sie Rose findet, die kaum noch am Leben ist. James Tyler ist dem Polizeikorso gefolgt und schießt auf Paul Spector und Tom Anderson, bevor er selbst erschossen wird. |           |                 |                             |                     |                                       |              |              |             |

## Staffel 3
Im März 2015 bestellte BBC Two eine sechsteilige dritte Staffel der Serie. Sie wurde vom 29. September 2016 bis zum 28. Oktober 2016 ausgestrahlt.
| Nr. (ges.) | Nr. (St.) | Deutscher Titel | Originaltitel         | Erstausstrahlung UK | Deutschsprachige Erstausstrahlung (D) | Regie        | Drehbuch     | Quoten (UK) |
| --- | --------- | --------------- | --------------------- | ------------------- | ------------------------------------- | ------------ | ------------ | ----------- |
| 12 | 1         | Folge 7         | Silence and Suffering | 29. Sept. 2016      | -                                     | Allan Cubitt | Allan Cubitt | 3.54        |
| Nach den Ereignissen im Wald werden Rose und Spector ins Krankenhaus gebracht. Die Ärzte müssen um Spectors Leben kämpfen. Die Krankenschwester Kiera ist dafür verantwortlich, sich um Spector zu kümmern. Gibsons Schock verwandelt sich auf Grund der möglichen Aussicht, dass Spector nicht überlebt und damit den Familien der Opfer nicht die verdiente Gerechtigkeit erbracht werden kann in Gefühllosigkeit. Katie verzweifelt, als sie die Nachricht der Schießerei und Spectors Zustand erreicht. Olivia, Spectors Tochter, findet online einen Artikel, der Spector als den „Würger von Belfast“ thematisiert. |           |                 |                       |                     |                                       |              |              |             |
| 13 | 2         | Folge 8         | His Troubled Thoughts | 6. Okt. 2016        | -                                     | Allan Cubitt | Allan Cubitt | 3.17        |
| Auf Grund der Art und Weise wie mit Spectors Fall umgegangen wurde, wird gegen Gibson und Burns ermittelt. Rose verlangt, das Krankenhaus verlassen zu dürfen, nachdem sie festgestellt hat, dass Spector nur ein paar Betten neben ihr liegt. Katie geht auf ihre ehemalige Freundin los, weil diese mit der Presse über Spector gesprochen hat und schüttet ihr Säure ins Gesicht. Gibson und die anderen Officers untersuchen ein von Spector verwendetes Versteck und entdecken verstörende Bilder und Notizbücher die weitere Morde nahelegen. Sally Ann bringt einen von Belfast besten Strafverteidigern, Sean Healy, dazu, Spectors Fall zu verteidigen. Spector erlangt das Bewusstsein wieder, doch nachdem er mit seiner Frau und Tochter reden konnte, wird klar, dass er an Gedächtnisverlust leidet und sich an keine Ereignisse der letzten sechs Jahre erinnern kann. |           |                 |                       |                     |                                       |              |              |             |
| 14 | 3         | Folge 9         | The Gates of Light    | 13. Okt. 2016       | -                                     | Allan Cubitt | Allan Cubitt | 3.06        |
| Spector redet mit einem Psychiater und seinen Anwälten und hält seine Aussage aufrecht, dass er weiterhin keinerlei Erinnerung an seine angeblich begangenen Straftaten hat. Spector und seine Krankenschwester Kiera kommen sich näher. Beweisbilder aus dem Versteck zeigen den Mord an einer jungen, brünetten Frau vor über einem Jahrzehnt in London, für den David Alvarez, ein Freund von Spector, im Gefängnis sitzt. Der Generalstaatsanwalt möchte weiterhin Anklage gegen Sally Ann erheben, weil sie Spector geholfen hat. Gibson befragt Rose zu den Ereignissen rund um ihre Entführung. Verzweifelt gibt Sally Ann ihren Kindern warme Milch vermischt mit Schlafmittel und fährt mit den schlafenden Kindern im Auto zum Strand. |           |                 |                       |                     |                                       |              |              |             |
| 15 | 4         | Folge 10        | The Hell Within Him   | 20. Okt. 2016       | -                                     | Allan Cubitt | Allan Cubitt | 3.31        |
| Sally Anns Auto, das durch die Ebbe schon überschwemmt wurde, wird entdeckt. Sally Ann und die Kinder werden gerettet und ins Krankenhaus gebracht. Es entwickelt sich eine interessante Intimität zwischen Spector und der Krankenschwester Kiera. Spector wird auf eine sichere psychiatrische Anstalt verlegt, damit festgestellt werden kann, ob er mental stabil genug ist, um an der Gerichtsverhandlung teilzunehmen. Spectors Rechtsberatungsteam versucht Spectors Geständnis an Gibson zu diskreditieren. Gibson erzählt Dr. Larson von Spectors sexuellen Perversionen. In einer anderen Befragung mit Rose gibt Gibson zu, dass ein Patzer seitens der Polizei zu ihrer Entführung geführt hat. |           |                 |                       |                     |                                       |              |              |             |
| 16 | 5         | Folge 11        | Wounds of Deadly Hate | 27. Okt. 2016       | -                                     | Allan Cubitt | Allan Cubitt | 3.48        |
| Anderson und Ferrington gehen nach London, um mit Alvarez über den Mord an der brünetten Frau 2002 zu sprechen. Alvarez erzählt von dem schrecklichen sexuellen Missbrauch durch das Personal, dem die Jungen damals in einem Jungenheim ausgesetzt waren, in dem sowohl Spector als auch Alvarez gewohnt hatten. Er bemerkt außerdem, dass Spector ihn vor dem schlimmsten Missbrauch geschützt hat. Spector hat seine Evaluation mit Dr. Larson. Katie wird als Strafe für ihren Angriff in eine Jugendstrafanstalt gebracht. Später, während eines Interviews mit Spector und seinen Anwälten, drängen Gibson und Anderson auf Informationen über Alvarez und die junge brünette Frau. Sie kündigen an, dass Spector deswegen unter Mordanklage gestellt werden wird, weil sie davon überzeugt sind, dass Alvarez unschuldig ist und Spector deckt. Spector merkt an, dass dies ein schlauer Zug der Polizei ist, weil er sich noch an die betroffene Zeitspanne erinnern kann. |           |                 |                       |                     |                                       |              |              |             |
| 17 | 6         | Folge 11        | Their Solitary Way    | 28. Okt. 2016       | -                                     | Allan Cubitt | Allan Cubitt | 3.08        |
| Die polizeiliche Untersuchung dauert an. Spector beschreibt den Tod von Susan Harper als ein schiefgelaufenes Sexspiel. Unbeeindruckt neckt Gibson Spector damit, er solle erwachsen werden und mit dem Theater aufhören, was anscheinend einen Nerv trifft. Während der Befragung attackiert Spector Stella unerwartet und heftig, womit er sie deutlich verletzt. Nachdem Burns Zeuge von Spectors Ausbruch wurde, erleidet er einen Nervenzusammenbruch. Wallace verlässt Spectors Rechtsberatungsteam. Dr. Larson informiert Spector schließlich zurück in der Foyle Clinic darüber, dass er behandelbar ist, wahrscheinlich allerdings nicht vollständig heilbar. Gibson besucht Katie in der Jugendstrafanstalt, wo sie sich selbst verletzt hat. Gibson bittet Katie dringend darum, ihr Leben nicht zu ruinieren, um Spector zu beeindrucken. Währenddessen überzeugt Spector einen anderen Patienten, Mark Bailey, ihm eine Ablenkung in der Lounge zu verschaffen. Im folgenden Chaos verprügelt Spector Dr. Larson und nimmt sich dessen Gürtel. Er nutzt diesen, um Bailey zu Tode zu würgen, bevor er sich selbst an der Hinterseite der Badezimmertür erhängt, auf dieselbe Art und Weise, die auch seine Mutter verwendete, um sich selbst umzubringen. Nach Spectors Tod wird Operation „Music Man“ aufgelöst, Burns tritt zurück und Stella kehrt nach London zurück. |           |                 |                       |                     |                                       |              |              |             |